# Nicêncio (cortesão)
Nicêncio (em latim: Nicentius) foi um cortesão romano do século IV, ativo durante o reinado do imperador Joviano (r. 363–364). Segundo o sofista Libânio, estava na corte de Constantinopla em 364 numa aparente posição para auxiliar os amigos do escritor. Nicêncio e Libânio encontraram-se pela primeira vez em 342 em Constantinopla.